# Kidma va-avoda
Kidma va-avoda (hebrejsky: קידמה ועבודה‎, arabsky: الزراعة والتطوير‎, doslova Pokrok a práce) je bývalá izraelská politická strana izraelských Arabů existující v letech 1951–1961.

## Okolnosti vzniku a ideologie strany
Strana byla založena před volbami roku 1951 jako nová politická formace izraelských Arabů spřízněná s dominantní židovskou levicovou stranou Mapaj. Ve volbách získala 1,2 % hlasů a jedno křeslo, které obsadil Salah Hasan Hanífes. Pro svou blízkost k vládní straně Mapaj se Kidma va-avoda po volbách stala součástí vládní koalice. Ve volbách roku 1955 zvýšila svůj podíl voličských hlasů na 1,5 % a obdržela dva poslanecké mandáty. Kromě Salaha Hasana Hanífese tak v Knesetu usedl i Sálih Sulejmán. V roce 1959 se Salah Hasan Hanífes dostal do sporu se stranou Mapaj a rozhodl se založil vlastní politickou formaci Nezávislá frakce izraelských Arabů, s níž samostatně kandidoval ve volbách roku 1959. Jeho odštěpenecká strana ovšem získala jen 0,4 % hlasů a do parlamentu se nedostala. Strana Kidma va-avoda oslabená tímto rozkolem ovšem také neuspěla, protože obdržela jen 0,5 % hlasů a zůstala bez zastoupení v Knesetu. Ve volbách roku 1961 Kidma va-avoda kandidovala, ale se ziskem 0,4 % opět zůstala mimo parlament. Krátce po tomto neúspěchu strana zanikla.